# Šćit
 Ovo je glavno značenje pojma Šćit. Za druga značenja pogledajte Šćit (razdvojba).
Šćit je naseljeno mjesto u općini Prozor-Rama, Federacija Bosne i Hercegovine, BiH.
Mjesto je smješteno na krajnjem sjeveru Hercegovine te se na Šćitu nalazi Franjevački samostan uz koji se nalazi Etnografski muzej.

## Stanovništvo

### 1991.
Nacionalni sastav stanovništva 1991. godine, bio je sljedeći:
ukupno: 177
- Hrvati - 176
- ostali, neopredijeljeni i nepoznato - 1

### 2013.
Nacionalni sastav stanovništva 2013. godine, bio je sljedeći:
ukupno: 199
- Hrvati - 199